# كلوستريديوم ستكلاندي
كلوستريديوم ستكلاندي (نسبة لعالم البكتيريا البريطاني L. H. ستكلاند) هي بكتيريا موجبة غرام لاهوائية، متحركة. تم عزلها لأول مرة عام 1954 من الطين الأسود لمنطقة خليج سان فرانسيسكو بوساطة T.C. ستادمان، الذي قام بتسمية هذا النوع من البكتيريا. بكتيريا كلوستريديوم ستكلاندي ليست مسببة للمرض لدى البشر.

## روابط خارجية
- Clostridium sticklandii: Stadtman and McClung 1957 في المركز الوطني لمعلومات التقانة الحيوية (NCBI)
- Type strain of Clostridium sticklandii at BacDive - the Bacterial Diversity Metadatabase